# GHC National Championship
Le Global Honored Crowned (GHC) National Championship (que l'on peut traduire par championnat National GHC) est un championnat de catch utilisé par la fédération japonaise Pro Wrestling NOAH (NOAH). Il est présenté au public le 3 octobre 2019 au cours d'un spectacle de cette fédération au Korakuen Hall dans une vidéo. Le premier champion est Takashi Sugiura qui a battu Michael Elgin dans un match pour désigner le premier champion le 2 novembre. Depuis sa création, cette ceinture a été détenu par cinq catcheurs. L'actuel champion est Masaaki Mochizuki qui est dans son premier règne.

## Histoire
Le 3 octobre 2019, la Pro Wrestling NOAH (NOAH) organise un spectacle de catch au  Korakuen Hall à Tokyo. Au cours de ce spectacle, la fédération diffuse une vidéo où le catcheur Riki Chōshū qui est le directeur de la communication de Lidet Entertainment, la maison mère de la NOAH, présente la ceinture de champion National GHC. Il est aussi annoncé que le premier champion va être le vainqueur du combat opposant Takashi Sugiura à Michael Elgin le 2 novembre prochain. Après cette présentation, le président de la NOAH Yuhiro Takeda explique que ce championnat a été créé pour avoir plus souvent des matchs de championnat entre poids lourd. Le 2 novembre, Sigiura bat Elgin pour devenir le premier champion national GHC.
| # | Champion           | Règne | Date            | Durée                     | Évènement                                           | Lieu     | Notes                                                  | Réf   |
| - | ------------------ | ----- | --------------- | ------------------------- | --------------------------------------------------- | -------- | ------------------------------------------------------ | ----- |
| 1 | Takashi Sugiura    | 1     | 2 novembre 2019 | 6 mois et 7 jours         | NOAH The Best 2019 ~ Battle Of Aesthetics ~         | Tokyo    | Il bat Michael Elgin pour devenir le premier champion. | [ 3 ] |
| 2 | Katsuhiko Nakajima | 1     | 9 mai 2020      | 2 mois et 26 jours        | NOAH GHC National Championship Sugiura vs. Nakajima | Kawasaki |                                                        | [ 4 ] |
| 3 | Kenoh              | 1     | 4 août 2020     | 7 mois et 17 jours        | NOAH Departure 2020                                 | Tokyo    |                                                        | [ 5 ] |
| 4 | Kazuyuki Fujita    | 1     | 21 mars 2021    | 1 mois et 8 jours         | NOAH The Infinity 2021                              | Tokyo    |                                                        | [ 6 ] |
| 5 | Takashi Sugiura    | 2     | 29 avril 2021   | 5 mois et 29 jours        | NOAH The Glory 2021                                 | Nagoya   |                                                        | [ 7 ] |
| 6 | Masaaki Mochizuki  | 1     | 28 octobre 2021 | 3 ans, 4 mois et 14 jours | NOAH Go on the Demolition Stage 2021                | Kumamoto |                                                        | [ 8 ] |